# Grijskopmuistimalia
De grijskopmuistimalia (Pellorneum cinereiceps synoniemen: Malacocincla cinereiceps ook wel Trichastoma cinereiceps) is een vogelsoort uit de familie van de timalia's. De soort komt alleen voor op eilanden Balabac en Palawan in de Filipijnen.

## Kenmerken
De grijskopmuistimalia is een relatief kleine timalia. De mannetjes en vrouwtjes van de soort lijken sterk op elkaar. De grijskopmuistimalia heeft een grijze kop en een roodbruine rug en stuit. De keel en het midden van de buik zijn wit van kleur. Deze soort heeft een relatief lange snavel. 
Deze soort wordt inclusief staart 11,5 centimeter lang en heeft een vleugellengte van ruim 6 cm.

## Verspreiding en leefgebied
De grijskopmuistimalia leeft solitair op de grond of in lage vegegatie in oerwouden en secundaire bossen van Balabac en Palawan tot een hoogte van zo'n 1300 meter boven zeeniveau.

## Voortplanting
Over de voortplanting van de grijskopmuistimalia in het wild is weinig bekend. Er zijn exemplaren met vergrote gonaden waargenomen in april, mei en juni.